# Hollola
Hollola [ˈhɔlːɔlɑ] ist eine finnische Gemeinde, etwa 15 km westlich der Stadt Lahti gelegen. Die Fläche der Gemeinde liegt bei 727,05 Quadratkilometern, wovon 76,14 km² Wasserflächen sind.
Am 1. Januar 2016 wurde Hämeenkoski nach Hollola eingemeindet.

## Bevölkerungsentwicklung
Entwicklung der Einwohnerzahl (Stand: jeweils zum 31. Dezember):
- 1987 – 19.241
- 1990 – 19.915
- 1997 – 20.213
- 2000 – 20.378
- 2002 – 20.527
- 2004 – 20.965
- 2005 – 21.197
- 2009 – 21.845

## Städtepartnerschaften
- Arboga, Schweden
- Nordkapp, Norwegen
- Ebeltoft, Dänemark

## Kultur und Sehenswürdigkeiten
Die Kirche von Hollola wurde um das Jahr 1500 errichtet. Nördlich der Kirche befindet sich ein Freilichtmuseum, welches neben einem kleinen Museumsgebäude originalgetreue Nachbauten von finnischen Landhäusern aus dem 18. bis ins 20. Jahrhundert zeigt. Im Freigelände sind insgesamt 16 Bauwerke aus der Umgebung von Hollola zusammengetragen.

## Söhne und Töchter der Gemeinde
- Jussi Salila (1884–1932), Ringer
- Ukko Hietala (1904–1990), moderner Fünfkämpfer
- Erkki Tuominen (1914–1975), Jurist und Politiker
- Ismo Toukonen (* 1954), Leichtathlet
- Juha Rehula (* 1963), Politiker
- Krisse Salminen (* 1976), Komikerin und Moderatorin
- Janne Ahonen (* 1977), Skispringer
- Aino-Kaisa Saarinen (* 1979), Skilangläuferin
- Tomi Saarelma (* 1988), Fußballspieler
- Henrik Mustonen (* 1990), Squashspieler